# インタースコープ・レコード
インタースコープ・レコード（Interscope Records）は、アメリカ合衆国のユニバーサル ミュージック グループ内のインタースコープ・ゲフィン・A&Mレコード傘下のレコードレーベル。

## 歴史
1990年設立。当初はワーナーミュージック・グループ傘下のレーベルとしてスタートしたが、諸事情によりMCAミュージック・グループ（現：ユニバーサル ミュージック）に売却した。現在は傘下に多数のレーベルを抱え、ユニバーサル ミュージックの中でも中心的な存在である。

## 傘下レーベル
- アフターマス・エンターテインメント
  - ストーキャヴェリ・レコーディング - Storchaveli Recordings
- チェリーツリー・レコード - Cherrytree Records
- デリシャス・ヴィニル - Delicious Vinyl
- フォンタナ・レコード - Fontana Records
- Gユニット・レコード - G-Unit Records
  - 150エンターテインメント - 150 Entertainment
  - キャッシュヴィル・レコード - Ca$hville Records（G-Unit South）
  - Dumout Records
  - G'$ Up
  - Gユニット・ウエスト - G-Unit West
  - インフェイマス・レコード - Infamous Records
  - Sha Money Management
  - シェイディヴィル・エンターテインメント - Shadyville Entertainment
- キックボール・レコード - Kickball Records
- マルーフ・ミュージック - Maloof Music
- マイスペース・レコード - MySpace Records
- ローリング・ストーンズ・レコード - Rolling Stones Records
- シェイディー・レコード - Shady Records
  - ファイア・ダパートメント - Fyre Dapartment
  - グロウン・マン・ミュージック - Grown Man Music
  - レッド・ヘッド・レコード - Red Head Records
  - Runyon Ave. Records
- スター・トラック・エンターテインメント - Star Trak Entertainment
- テンマン・レコード - Tennman Records
- ウェポンズ・オブ・マス・エンターテインメント - Weapons of Mass Entertainment

## 主なアーティスト
- 2パック（アマル・エンターテインメント、インタースコープ）
- 50セント（シェイディー、アフターマス、Gユニット、インタースコープ）
- オール・タイム・ロウ（インタースコープ）
- ベック（DGC、インタースコープ）
- ボーン・サグズン・ハーモニー（フル・サーフィス、インタースコープ）
- バスタ・ライムス（アフターマス、インタースコープ）
- D12（シェイディー、インタースコープ）
- ドクター・ドレー（アフターマス、インタースコープ）
- エミネム（シェイディー、アフターマス、インタースコープ）
- Gユニット（Gユニット、インタースコープ）
- ゴリラズ（インタースコープ）
- グウェン・ステファニー（インタースコープ）
- ジェイダキス（ラフ・ライダーズ、インタースコープ）
- ローリング・ストーンズ（ローリング・ストーンズ、インタースコープ）
- エルトン・ジョン（インタースコープ）
- U2（インタースコープ）
- クランベリーズ（インタースコープ）
- リンプ・ビズキット（フリップ、インタースコープ）
- ウィル・スミス（インタースコープ）
- マドンナ（ライヴ・ネイション、インタースコープ）
- t.A.T.u.（T.A.ミュージック、インタースコープ）
- ナイン・インチ・ネイルズ（インタースコープ、元ナッシング）
- マリリン・マンソン（インタースコープ、元ナッシング）
- レディー・ガガ（チェリーツリー、インタースコープ）
- セレーナ・ゴメス（インタースコープ）
- ジャイラ・バーンズ（インタースコープ）
- 4ノン・ブロンズ (en:4 Non Blondes) （インタースコープ）
- ビリー・アイリッシュ（インタースコープ）

注：過去に在籍していたアーティストも含む。